# 阪神記念
阪神記念（はんしんきねん）とは日本の日本中央競馬会が阪神競馬場の芝2400メートルで施行していた中央競馬の重賞競走である。競走名は阪神競馬場から冠名が取られている。
5歳（現表記4歳）以上のサラブレッド系競走馬によるハンデキャップの混合競走で、1着賞金は当時の金額で60万円だった。1955年から1956年までの2年間だけ施行され、1956年を最後に廃止されたというのが2012年現在に伝えられる記録であり、中央競馬ピーアール・センター発行の『中央競馬レコードブック』、および2006年発行の『中央競馬全競走成績集 【障害・廃止競走編】』においてもこの2年分のみ収録されている。しかし競馬評論家の山野浩一によればこの記録には不備があり、実際には1934年ごろから年2回、1953年から年1回施行されていた。
本競走の機能を引き継ぐ形で1957年に「宝塚盃」（のちの阪急杯）が新設された。

## 歴史
- 1934年 - 鳴尾競馬場の土3400mにて、4歳（現3歳）以上の馬によるハンデキャップの混合の特殊競走として新設。
- 1943年
  - 春 - 土2700mにて施行。
  - 秋 - 京都競馬場の芝3400mにて施行。
- 1944年春 - 京都競馬場の芝2400mにて施行。
- 1944年秋〜1949年春 - 中止。
- 1949年秋 - 阪神競馬場の芝3300mにて再開。
- 1950年春〜1951年春 - 芝2600mにて施行。
- 1951年秋 - 芝2000mにて施行。
- 1952年春〜 - 芝2400mにて施行。
- 1953年 - この年より、年1回施行となる。
- 1956年 - この年を最後に廃止。

### 歴代優勝馬
馬齢は2001年以降の表記に統一する。
出走馬に外国産馬が非常に多かった。
| 回数   | 施行日         | 競馬場 | 距離    | 優勝馬                | 性齢 | タイム   | 優勝騎手   | 管理調教師 | 馬主         |
| ------ | -------------- | ------ | ------- | --------------------- | ---- | -------- | ---------- | ---------- | ------------ |
| 第1回  | 1934年12月15日 | 鳴尾   | 土3400m | クラミン （クラミゾ） | 牡3  | 3:47 0/5 | 永松馨     |            | 荒木兵蔵     |
| 第2回  | 1935年4月13日  | 鳴尾   | 土3400m | サラナック            | 牡5  | 3:44 2/5 | 大久保亀治 |            | 眞田進次郎   |
| 第3回  | 1935年11月16日 | 鳴尾   | 土3400m | キンチャン            | 牝4  | 3:51 1/5 | 大久保石松 |            | 吉村一三     |
| 第4回  | 1936年4月11日  | 鳴尾   | 土3400m | スモールジヤツク      | 牡4  | 3:42 0/5 | 諏訪佐市   |            | 乾新三       |
| 第5回  | 1936年11月2日  | 鳴尾   | 土3400m | クレオパトラトマス    | 牝4  | 3:46 2/5 | 伊藤勝吉   | 伊藤勝吉   | 東松孝時     |
| 第6回  | 1937年4月17日  | 鳴尾   | 土3400m | リヨウゴク            | 牡4  | 3:43 0/5 | 大久保亀治 | 尾形景造   | エス・テー   |
| 第7回  | 1937年11月22日 | 鳴尾   | 土3400m | タイシ                | 牡3  | 3:47 4/5 | 大久保亀治 |            |              |
| 第8回  | 1938年5月13日  | 鳴尾   | 土3400m | モアーザン            | 牡6  | 3:52 3/5 | 斉藤友吉   | 仲住達弥   | 井上四一     |
| 第9回  | 1938年11月20日 | 鳴尾   | 土3400m | ガイカ                | 牡4  | 3:48 1/5 | 大久保亀治 | 尾形景造   | エス・テー   |
| 第10回 | 1939年5月19日  | 鳴尾   | 土3400m | タエヤマ              | 牡4  | 3:41 0/5 | 赤石孔     | 赤石孔     | 松尾嘉右衛門 |
| 第11回 | 1939年10月15日 | 鳴尾   | 土3400m | ウオアグロウリ        | 牡3  | 3:42 4/5 | 中村広     | 尾形景造   | 石川勇       |
| 第12回 | 1940年5月12日  | 鳴尾   | 土3400m | トキノチカラ          | 牡4  | 3:39 1/5 | 小西喜蔵   | 田中和一郎 | 菊池寛       |
| 第13回 | 1940年10月13日 | 鳴尾   | 土3400m | ゴーフオード          | 牡4  | 3:43 4/5 | 伊藤勝吉   | 伊藤勝吉   | 平野才一     |
| 第14回 | 1941年4月20日  | 鳴尾   | 土3400m | クモゼキ              | 牝4  | 3:44 2/5 | 稗田十七二 | 伊勢健二   | 井関喜一郞   |
| 第15回 | 1941年10月4日  | 鳴尾   | 土3400m | クモゼキ              | 牝4  | 3:46 1/5 | 稗田十七二 | 伊勢健二   | 井関喜一郞   |
| 第16回 | 1942年4月26日  | 鳴尾   | 土3400m | テツエイキ            | 牡4  | 3:42 1/5 | 佐藤勇     | 伊藤勝吉   | 樋口正一     |
| 第17回 | 1942年10月4日  | 鳴尾   | 土3400m | テツエイキ            | 牡4  | 3:41 1/5 | 佐藤勇     | 伊藤勝吉   | 樋口正一     |
| 第18回 | 1943年4月18日  | 鳴尾   | 土2700m | ユウセン              | 牡4  | 2:53 2/5 | 岡島実次   | 仲住達弥   | 井上四一     |
| 第19回 | 1943年10月10日 | 京都   | 芝3400m | ダイゴアジカワ        | 牝4  | 3:52 0/5 | 梶与四松   | 美馬信治   | 富田荒太郞   |
| 第20回 | 1944年5月13日  | 京都   | 芝2400m | ヒロサクラ            | 牡4  | 2:34 4/5 | 渋川久作   | 渋川久作   | 鶴丸広太郎   |
| 第21回 | 1949年12月18日 | 阪神   | 芝3300m | エゾテツザン          | 牡4  | 3:47 4/5 | 上田三千夫 | 上田武司   |              |
| 第22回 | 1950年5月7日   | 阪神   | 芝2600m | ナスノタケ            | 牡4  | 2:47 1/5 | 清田十一   | 伊藤勝吉   | 長峰常次郎   |
| 第23回 | 1950年10月1日  | 阪神   | 芝2600m | エゾテツザン          | 牡5  | 2:45 0/5 | 上田三千夫 | 上田武司   |              |
| 第24回 | 1951年4月15日  | 阪神   | 芝2600m | オーエンス            | 牡5  | 2:44 3/5 | 土門健司   | 松田由太郎 | 桶谷辰造     |
| 第25回 | 1951年9月16日  | 阪神   | 芝2000m | ツキカワ              | 牝3  | 2:07 0/5 | 清田十一   | 伊藤勝吉   | 仁木清七     |
| 第26回 | 1952年4月6日   | 阪神   | 芝2400m | トラツクオー          | 牡4  | 2:35 0/5 | 小林稔     | 久保田金造 | 岩本政一     |
| 第27回 | 1952年9月28日  | 阪神   | 芝2400m | ツキカワ              | 牝4  | 2:34 4/5 | 清田十一   | 伊藤勝吉   | 仁木清七     |
| 第28回 | 1953年4月12日  | 阪神   | 芝2400m | クインナルビー        | 牝4  | 2:32 4/5 | 境勝太郎   | 石門虎吉   | 高橋虎男     |
| 第29回 | 1954年10月10日 | 阪神   | 芝2400m | ボストニアン          | 牡4  | 2:31 2/5 | 梅内慶蔵   | 増本勇     | 岡本治一     |
| 第30回 | 1955年4月3日   | 阪神   | 芝2400m | ミツサクラ            | 牡5  | 2:32 1/5 | 坪重兵衛   | 松元正雄   | 西村光之助   |
| 第31回 | 1956年5月13日  | 阪神   | 芝2400m | フアイナルスコア      | 牡6  | 2:31 1/5 | 近藤武夫   | 伊藤勝吉   | 仁木清七     |

1. ↑  同馬の馬名は「クラミン」とする文献と「クラミゾ」とする文献がある。

※中央競馬全競走成績集（291-292頁）によると1955年は回次なし、1956年は「第30回」と記載されている。